# Urucânia
Urucânia is een gemeente in de Braziliaanse deelstaat Minas Gerais. De gemeente telt 10.502 inwoners (schatting 2009).

## Aangrenzende gemeenten
De gemeente grenst aan Jequeri, Oratórios, Piedade de Ponte Nova, Ponte Nova, Rio Casca, Santa Cruz do Escalvado en Santo Antônio do Grama.